# Sant Tukaram
Sant Tukaram (Marathi संत तुकाराम Sant Tukārām, Alternativtitel: Der heilige Tukaram) ist ein indischer Heiligenfilm von Vishnupant Damle und Sheikh Fattelal aus dem Jahr 1936. Die Filmbiografie befasst sich mit dem hinduistischen Mystiker Tukaram. Es war der erste indische Film, der auf einem internationalen Filmfestival gezeigt wurde.

## Handlung
Tukaram lebt mit seiner Frau Jijai – von ihm Avali genannt – und seinen Kindern Kashi und Mahadeo im Dorf Dehu. Er hat sich ganz der Verehrung des Gottes Vithoba (Pandurang), einer Form des Gottes Vishnu, verschrieben. Seine lobpreisenden Lieder rufen Neid und Widerstand beim Brahmanen Salomalo hervor. Er gibt vor, der wahre Autor von Tukarams Liedern zu sein, und versucht vergeblich die Bevölkerung gegen Tukaram einzunehmen.
Anders als Tukaram ist Jijai pragmatisch und bodenständig, sie kann die religiöse Hingabe ihres Mannes nicht nachvollziehen, wenn er die Familie nicht wenigstens mit dem Nötigsten versorgt. Den von ihm verehrten Gott nennt sie nur abfällig „Schwarzgesicht“. Als Tukaram für den kranken Mahadeo nur den Namen Pandurangs anzurufen versteht, zerrt Jijai den Jungen in den Tempel vor die Götterstatue und beschimpft diese. Mit einer „göttlichen Hand“ wird der Junge geheilt. Doch Salomalo ist so verärgert über Jijais Verhalten, dass er Tukaram dafür aus dem Tempel wirft. Seine Scheinheiligkeit offenbart sich in seinem Zuhause, wo Salomalo sich von Sundara Liebeslieder vorsingen lässt.
Auf Bitten Jijai sucht Tukaram Arbeit. Für den Bauern Dnyanoba darf er das Feld bewachen, aber Salomalo lässt die Pflanzen durch eine Herde Kühe niedertrampeln. Fast die gesamte Ernte scheint vernichtet, doch durch göttliche Hilfe wird mehr als das Zehnfache des üblichen Ertrags erzielt. Tukaram erhält viele Säcke mit Getreide für seine Familie, verschenkt aber zum Entsetzen seiner Frau alles an die Bettler. Während Jijai außer Haus ist, versucht Sundara Tukaram zu verführen. Aber statt ihren Reizen zu erliegen, bekehrt er sie zum Verdruss Salomalos zu Gott.
Salomalo lässt den gelehrten Priester Rameshwar ins Dorf kommen, der sich des Problems Tukaram annehmen soll. In den Gassen des Ortes werden Tukarams Lieder gesungen und die niederkastigen Menschen verehren ihn als Heiligen. Rameshwar bezichtigt Tukaram der Blasphemie. Er habe durch das permanente Singen des Gottesnamens die Leute verführt und das Ansehen der vedischen Rituale herabgesetzt. Dafür muss er die Aufzeichnungen seiner Lieder im Fluss versenken. Tukaram fastet zwölf Tage und an dreizehnten Tag gibt ihm die Flussgöttin seine Aufzeichnungen zurück. Rameshwar wird zum Anhänger Tukarams.
Tukarams nimmt die Leiden, die sein Unterdrücker Salomalo auf ihn und seine Familie häuft, an und gewinnt eine spirituelle Bindung zwischen sich und der Bevölkerung. Seine Popularität steigt überregional, sein Heim wird ein Wallfahrtsort. Er erhält sogar Besuch von Shivaji und besteht dessen Heiligkeitstest, indem er alle kostbaren Geschenke für sich und seine Familie zurückweist. Im Tempel Pandurangs wird Shivaji mit göttlichem Verwirrspiel vor bewaffneten Angreifern geschützt.
Am Ende hat Tukaram seine Mission auf der Erde erfüllt und bittet Jijai ihm in die himmlischen Gefilde zu folgen, doch sie lehnt ab. Als er von einem riesigen Vogel abgeholt wird, wird sie ohnmächtig.

## Hintergrund
Ein wichtiger Aspekt des Films ist Tukarams Zugehörigkeit zur Bhakti-Bewegung des 17. Jahrhunderts, die die Hegemonie der Priesterklasse aufweichte und Dichter wie Tukaram, Ramdas, Eknath, Vidyapati und Chandidas hervorbrachte, die in der Sprache des Volkes statt in der Gelehrtensprache Sanskrit schrieben. Noch heute wird jedes Jahr die Rückgabe der Schriften Tukarams aus dem Fluss Indrayani von einer großen Anzahl an Pilgern ähnlich wie im Film gefeiert.
Die Darstellerin Gauri hatte in Sant Tukaram nach einigen Kleinstrollen in Prabhat-Filmproduktionen ihre erste Hauptrolle, der Erfolge in V. Shantarams Manoos/Admi (1939) und dem Damle-Fattelal-Nene-Film Sant Sakhu (1941) folgten. Vishnupant Pagnis war vor seiner Tukaram-Rolle bereits als Bhajan-Sänger tätig. Sant Tukaram hatte am 12. Dezember 1936 im Central Cinema in Bombay Premiere und wurde so erfolgreich, dass er 57 Wochen in diesem Kino gezeigt wurde, was kein Film zuvor erreichte. Noch Jahre später wurde der Film vor einem Massenpublikum in Dörfern Maharashtras gezeigt.
Sant Tukaram war der erste indische Film auf einem internationalen Filmfestival; auf dem 5. Internationalen Filmfestival Venedig 1937 erhielt der Film eine besondere Erwähnung. Die originale Teilnahmebestätigung soll 1979 in Pune von einem ehemaligen Schüler des FTII, dem Kameramann Sunny Joseph, in einer Mülltonne gefunden worden sein und befindet sich seit 2004 – ebenso wie der restaurierte Film – im National Film Archive of India.

## Filmmusik
Der Film hat die acht Lieder: Pandurang Dhyani, Chalali Jawani Raaya, Vrukshavali Aamha Soyari, Goda Tujhe Roop, Aadhi Beej Ekale, Nishidini Haricha, Jai Jai Pandurang und Vaanu Jitake. Die Liedtexte zur Musik von Keshavrao Bhole stammen von Tukaram, außer für Aadhi Beej Ekale, den schrieb Shantaram Athavale.
Das Lied Aadhi Beej Ekale untermalt in der Szene, in der Tukaram die Fruchtbarkeit der Natur preist, den Arbeitsrhythmus der Frauen am Mahlstein und ist in der für den Dichter typischen Ovi-Versform von 3 ½ Beat geschrieben. Es wurde deshalb von Gelehrten anfangs für eine unbekannte Originalkomposition Tukarams gehalten.

## Kritiken
„Als eine der billigeren Produktionen des Studios hält sich der Film an die Konventionen des Genres [der Heiligenfilme] mit zahlreichen ‚Wunder‘-Szenen, in denen der Dichter-Gott eingreift und die Wahrheit in Tukarams Lehren demonstriert.“ … „Neue Wege begeht er mit Gauris bodenständigem Porträt von Tukarams Frau Jijai, die kraftvoll Kuhfladen zu Heizmaterial knetend sich dem Aufstieg in den Himmel verweigert und sich stattdessen auf der Erde um die Kinder kümmert.“
Der Filmhistoriker Bhagwan Das Garga meint, dass „die Einfachheit des Films und seine Aufrichtigkeit der Gefühle die beiden Elemente seien, die den Film über jeden anderen desselben Genres heben.“ Für die Kunsthistorikerin Geeta Kapur „gehört der Film zu einem Subgenre von besonderer Signifikanz, in dem die Leben von Heiligen als Legenden in quasi-biografischer Weise und im Lichte ihres offensichtlichen Bekenntnisses zu spiritueller Gleichstellung und volkstümlichen Sprachmustern an die historischen Gegebenheiten angepasst werden.“ Kumar Shahani sieht „in der Leidenschaft der Frömmigkeit, wie in der Szene der Bekehrung der Prostituierten durch den Heiligen, und Pagnis’ Darstellung [Tukarams] erotische Elemente.“